# Nagyságrendek listája (terület)
| Nagyságrend | Nagyságrend SI-prefixummal             | Példa területe                                                                  | Példa                                                               |
| ----------- | -------------------------------------- | ------------------------------------------------------------------------------- | ------------------------------------------------------------------- |
| 10−52 m2    |                                        |                                                                                 | 1 shed                                                              |
| 10–34 m2    |                                        |                                                                                 | 1 outhouse                                                          |
| 10−28 m²    |                                        |                                                                                 | 1 barn, nagyjából egy urán-atommag keresztmetszetének felülete      |
| …           |                                        |                                                                                 |                                                                     |
| 10-8 m²     |                                        | 0,055 mm²                                                                       | Egy képpont (pixel) mérete egy tipikus mai monitoron                |
| 10-7 m²     |                                        |                                                                                 |                                                                     |
| 10-6 m²     | 1 négyzetmilliméter (mm²)              | 2 mm²                                                                           | Egy gombostűfej felülete                                            |
| 10-5 m²     |                                        |                                                                                 |                                                                     |
| 10-4 m²     | 1 négyzetcentiméter (cm²)              | 5 cm²                                                                           | Egy tipikus postabélyeg felülete                                    |
| 10-3 m²     |                                        | 48 cm²                                                                          | Egy cigarettásdoboz legnagyobb felülete                             |
| 10-2 m²     | 1 négyzetdeciméter (dm²)               | 625 cm² = 0,0625 m²                                                             | Nemzetközi A4-es papírméret (210 × 297 mm)                          |
| 10-2 m²     | 1 négyzetdeciméter (dm²)               | 0,093 m²                                                                        | 1 négyzetláb                                                        |
| 10-1 m²     |                                        | 0,125 m²                                                                        | Nemzetközi A3-as papírméret (297 × 420 mm)                          |
| 10-1 m²     | 0,250 m²                               | Nemzetközi A2-es papírméret (420 × 594 mm)                                      |                                                                     |
| 10-1 m²     | 0,500 m²                               | Nemzetközi A1-es papírméret (594 × 841 mm)                                      |                                                                     |
| 100 m²      | 1 négyzetméter                         | 1 m²                                                                            | Nemzetközi A0-s papírméret (841 × 1189 mm)                          |
| 100 m²      | 1 négyzetméter                         | 2–4 m²                                                                          | Egy irodai asztal felülete                                          |
| 101 m²      |                                        | 10–20 m²                                                                        | Egy parkolóhely                                                     |
| 102 m²      | 1 négyzetdekaméter (dam²)              | 162 m²                                                                          | Egy röplabdapálya mérete (9 × 18 méter)                             |
| 103 m²      |                                        | 4047 m²                                                                         | 1 acre (angol hold)                                                 |
| 103 m²      | 7300 m²                                | Egy futballpálya mérete                                                         |                                                                     |
| 104 m²      | 1 négyzethektométer (hm²)              | 10 000 m²                                                                       | 1 hektár (ha)                                                       |
| 104 m²      | 1 négyzethektométer (hm²)              | 44 400 m²                                                                       | Hévízi-tó (4,44 ha)                                                 |
| 104 m²      | 1 négyzethektométer (hm²)              | 55 000 m²                                                                       | A Gízai nagy piramis alapja (5,5 ha)                                |
| 104 m²      | 1 négyzethektométer (hm²)              | 56 921 m²                                                                       | A miskolci Népkert (5,7 ha)                                         |
| 105 m²      |                                        | 440 000 m² = 0,44 km²                                                           | Vatikán (a legkisebb ország)                                        |
| 105 m²      | 0,965 km²                              | Margit-sziget                                                                   |                                                                     |
| 106 m²      | 1 négyzetkilométer (km²)               |                                                                                 |                                                                     |
| 106 m²      | 1 négyzetkilométer (km²)               | 1,12 km²                                                                        | Népliget (Budapest)                                                 |
| 106 m²      | 1 négyzetkilométer (km²)               | kb. 1,2 km²                                                                     | a budapesti Belváros                                                |
| 106 m²      | 1 négyzetkilométer (km²)               | 1,2 km²                                                                         | Városliget (Budapest)                                               |
| 106 m²      | 1 négyzetkilométer (km²)               | 1,95 km²                                                                        | Monaco (a 2. legkisebb ország)                                      |
| 106 m²      | 1 négyzetkilométer (km²)               | 2,09 km²                                                                        | VII. kerület (a legkisebb budapesti kerület)                        |
| 106 m²      | 1 négyzetkilométer (km²)               | 2,59 km²                                                                        | 1 négyzetmérföld                                                    |
| 106 m²      | 1 négyzetkilométer (km²)               | 2,69 km²                                                                        | Öreg-tó (Tata)                                                      |
| 106 m²      | 1 négyzetkilométer (km²)               | 2,9 km²                                                                         | City of London (a történelmi városközpont)                          |
| 106 m²      | 1 négyzetkilométer (km²)               | kb. 3 km²                                                                       | Délegyházi-tavak (Budapesttől délre)                                |
| 107 m²      |                                        | 14 km²                                                                          | szegedi Fehér-tó (Szegedtől északra)                                |
| 107 m²      | 22 km²                                 | egy átlagos budapesti kerület (a XXIII.-nál nagyobb, a XXI.-nél kisebb)         |                                                                     |
| 107 m²      | 26 km²                                 | Velencei-tó                                                                     |                                                                     |
| 107 m²      | 54,83 km²                              | XVII. kerület (a legnagyobb budapesti kerület)                                  |                                                                     |
| 107 m²      | 61 km²                                 | San Marino (az 5. legkisebb ország, Európában a 3. legkisebb)                   |                                                                     |
| 107 m²      | 87 km²                                 | a Fertő tó magyarországi területe                                               |                                                                     |
| 108 m²      |                                        | 105 km²                                                                         | Párizs (elővárosok nélkül)                                          |
| 108 m²      | 127 km²                                | Tisza-tó (Kiskörei-víztározó)                                                   |                                                                     |
| 108 m²      | 160 km²                                | Liechtenstein (a 6. legkisebb ország, Európában a 4. legkisebb)                 |                                                                     |
| 108 m²      | 163 km²                                | Pécs                                                                            |                                                                     |
| 108 m²      | 175 km²                                | Győr                                                                            |                                                                     |
| 108 m²      | 237 km²                                | Miskolc                                                                         |                                                                     |
| 108 m²      | 257 km²                                | Csepel-sziget (a legnagyobb magyarországi sziget)                               |                                                                     |
| 108 m²      | 281 km²                                | Szeged                                                                          |                                                                     |
| 108 m²      | 315 km²                                | a Fertő tó összterülete                                                         |                                                                     |
| 108 m²      | 316 km²                                | Málta (a 10. legkisebb ország, Európában az 5. legkisebb)                       |                                                                     |
| 108 m²      | 462 km²                                | Debrecen                                                                        |                                                                     |
| 108 m²      | 468 km²                                | Andorra (a 17. legkisebb ország, Európában a 6. legkisebb)                      |                                                                     |
| 108 m²      | 483,22 km²                             | Hódmezővásárhely (a 2. legnagyobb területű magyar város)                        |                                                                     |
| 108 m²      | 525 km²                                | Budapest                                                                        |                                                                     |
| 108 m²      | 607 km²                                | Madrid                                                                          |                                                                     |
| 108 m²      | 592 km²                                | Balaton                                                                         |                                                                     |
| 108 m²      | 800 km²                                | New York (szárazföldi területe, elővárosi területei nélkül)                     |                                                                     |
| 109 m²      |                                        | 1081 km²                                                                        | Moszkva                                                             |
| 109 m²      | 1290 km²                               | Róma                                                                            |                                                                     |
| 109 m²      | 1580 km²                               | London (Greater London: elővárosi területeivel együtt)                          |                                                                     |
| 109 m²      | 2187 km²                               | Tokió (maga a város)                                                            |                                                                     |
| 109 m²      | 2265 km²                               | Komárom-Esztergom vármegye (Magyarország legkisebb vármegyéje)                  |                                                                     |
| 109 m²      | 2586 km²                               | Luxemburg (Európában a 7. legkisebb ország)                                     |                                                                     |
| 109 m²      | 8028 km²                               | Madrid tartomány                                                                |                                                                     |
| 109 m²      | 8445 km²                               | Bács-Kiskun vármegye (Magyarország legnagyobb vármegyéje)                       |                                                                     |
| 109 m²      | 8680 km²                               | New York (elővárosi területeivel együtt)                                        |                                                                     |
| 10 m²       |                                        | 12 010 km²                                                                      | Párizs (elővárosi területeivel együtt)                              |
| 10 m²       | 13 500 km²                             | Tokió (elővárosi területeivel együtt)                                           |                                                                     |
| 10 m²       | 16 810 km²                             | Peking (elővárosi területeivel együtt)                                          |                                                                     |
| 10 m²       | 93 030 km²                             | Magyarország                                                                    |                                                                     |
| 1011 m²     |                                        | 100 250 km²                                                                     | Izland (szárazföldi terület)                                        |
| 1011 m²     | 301 230 km²                            | Olaszország (a 10. legnagyobb európai ország)                                   |                                                                     |
| 1011 m²     | 357 021 km²                            | Németország (a 6. legnagyobb európai ország)                                    |                                                                     |
| 1011 m²     | 409 390 km²                            | Grönland szárazföldi területe (összterületének ötöde)                           |                                                                     |
| 1011 m²     | 422 000 km²                            | Fekete-tenger                                                                   |                                                                     |
| 1011 m²     | 449 964 km²                            | Svédország (az 5. legnagyobb európai ország)                                    |                                                                     |
| 1011 m²     | 504 782 km²                            | Spanyolország (a 4. legnagyobb európai ország)                                  |                                                                     |
| 1011 m²     | 547 030 km²                            | Franciaország (a 3. legnagyobb európai ország; a tengerentúli területek nélkül) |                                                                     |
| 1011 m²     | 603 700 km²                            | Ukrajna (a legnagyobb kizárólagosan európai ország)                             |                                                                     |
| 1011 m²     | 780 580 km²                            | Törökország                                                                     |                                                                     |
| 1012 m²     | 1 négyzetmegaméter (Mm²), 1 millió km² | 1,00 Mm²                                                                        | Egyiptom (a 29. legnagyobb ország)                                  |
| 1012 m²     | 1 négyzetmegaméter (Mm²), 1 millió km² | 2,5 Mm²                                                                         | Földközi-tenger                                                     |
| 1012 m²     | 1 négyzetmegaméter (Mm²), 1 millió km² | 3,96 Mm²                                                                        | Oroszország európai része                                           |
| 1012 m²     | 1 négyzetmegaméter (Mm²), 1 millió km² | 4,42 Mm²                                                                        | Európai Unió                                                        |
| 1012 m²     | 1 négyzetmegaméter (Mm²), 1 millió km² | 7,69 Mm²                                                                        | Ausztrália (a 6. legnagyobb ország, egyúttal a legkisebb kontinens) |
| 1012 m²     | 1 négyzetmegaméter (Mm²), 1 millió km² | 8,51 Mm²                                                                        | Brazília (az 5. legnagyobb ország)                                  |
| 1012 m²     | 1 négyzetmegaméter (Mm²), 1 millió km² | 9 Mm²                                                                           | A Római Birodalom legnagyobb kiterjedése                            |
| 1012 m²     | 1 négyzetmegaméter (Mm²), 1 millió km² | 9,6 Mm²                                                                         | Kína (a 4. legnagyobb ország)                                       |
| 1012 m²     | 1 négyzetmegaméter (Mm²), 1 millió km² | 9,63 Mm²                                                                        | Egyesült Államok (a 3. legnagyobb ország)                           |
| 1012 m²     | 1 négyzetmegaméter (Mm²), 1 millió km² | 9,98 Mm²                                                                        | Kanada (szárazföldi része; a 2. legnagyobb ország)                  |
| 1013 m²     |                                        | 10 Mm²                                                                          | Kanada (vízfelületekkel együtt)                                     |
| 1013 m²     | 10,6 Mm²                               | Európa összterülete                                                             |                                                                     |
| 1013 m²     | 13,2 Mm²                               | az Antarktisz                                                                   |                                                                     |
| 1013 m²     | 17 Mm²                                 | Oroszország (a legnagyobb ország)                                               |                                                                     |
| 1013 m²     | 30,2 Mm²                               | Afrika összterülete                                                             |                                                                     |
| 1013 m²     | 36 Mm²                                 | A Brit Birodalom legnagyobb kiterjedése                                         |                                                                     |
| 1013 m²     | 38 Mm²                                 | A Hold összfelülete                                                             |                                                                     |
| 1013 m²     | 42 Mm²                                 | Amerika összterülete (Észak-, Közép- és Dél-Amerika)                            |                                                                     |
| 1013 m²     | 49,7 Mm²                               | Ázsia összterülete (a legnagyobb kontinens)                                     |                                                                     |
| 1013 m²     | 73,5 Mm²                               | Az Indiai-óceán felülete                                                        |                                                                     |
| 1013 m²     | 77 Mm²                                 | Az Atlanti-óceán felülete                                                       |                                                                     |
| 1014 m²     |                                        | 150 Mm²                                                                         | A Föld szárazföldi összfelülete                                     |
| 1014 m²     | 180 Mm²                                | A Csendes-óceán felülete                                                        |                                                                     |
| 1014 m²     | 360 Mm²                                | A Föld vízzel borított összfelülete                                             |                                                                     |
| 1014 m²     | 510 Mm²                                | A Föld összfelülete                                                             |                                                                     |
| 1015 m²     |                                        | 7700 Mm²                                                                        | Neptunusz                                                           |
| 1016 m²     |                                        | 44 000 Mm²                                                                      | Szaturnusz                                                          |
| 1016 m²     | 64 000 Mm²                             | Jupiter                                                                         |                                                                     |
| 1017 m²     |                                        | 4,6×1017 m²                                                                     | A Hold Föld körüli pályája által fedett terület                     |
| 1018 m²     | 1 négyzetgigaméter (Gm²)               | 6,1×1018 m²                                                                     | A Nap felszíne                                                      |
| 1019 m²     |                                        |                                                                                 |                                                                     |
| 1020 m²     |                                        |                                                                                 |                                                                     |
| 1021 m²     |                                        |                                                                                 |                                                                     |
| 1022 m²     |                                        | 1.1×1022 m²                                                                     | A Merkúr Nap körüli pályája által fedett terület                    |
| 1022 m²     | 3,7×1022 m²                            | A Vénusz Nap körüli pályája által fedett terület                                |                                                                     |
| 1022 m²     | 7,1×1022 m²                            | A Föld Nap körüli pályája által fedett terület                                  |                                                                     |
| 1023 m²     |                                        | 1,6×1023 m²                                                                     | A Mars Nap körüli pályája által fedett terület                      |
| 1023 m²     | 2,81×1023 m²                           | Egy 1 CsE sugarú Dyson-gömb felülete                                            |                                                                     |
| 1024 m²     | 1 négyzetteraméter (Tm²)               | 1,9×1024 m²                                                                     | A Jupiter Nap körüli pályája által fedett terület                   |
| 1024 m²     | 1 négyzetteraméter (Tm²)               | 6,4×1024 m²                                                                     | A Szaturnusz Nap körüli pályája által fedett terület                |
| 1025 m²     |                                        | 2,6×1025 m²                                                                     | Az Uránusz Nap körüli pályája által fedett terület                  |
| 1025 m²     | 6,4×1025 m²                            | A Neptunusz Nap körüli pályája által fedett terület                             |                                                                     |
| 1026 m²     |                                        | 1,1×1026 m²                                                                     | A Plútó Nap körüli pályája által fedett terület                     |
| …           |                                        |                                                                                 |                                                                     |
| 1041 m²     |                                        | 7×1041 m²                                                                       | Nagyjából a Tejútrendszer galaxistányérjának felülete               |

## Érdekességek; támpontok a viszonyításhoz
- A Vatikán közel háromszor elférne a budapesti Városligetben.
- Monaco kb. másfélszerese a Városliget méretének.
- Liechtenstein Pécs, az 5. legnagyobb magyar város területét sem éri el.
- A voltaképpeni Párizs még Liechtenstein területének is csak kétharmadát teszi ki; Budapest területének épp az ötöde.
- Párizs elővárosaival együtt azonban már közel 23-szor akkora, mint Budapest.
- Málta szigete összemérhető egy magyar nagyváros területével.
- Még Andorra mérete sem haladja meg Debrecenét.
- Budapest csak alig valamivel kisebb helyen terül el, mint a Balaton.
- New York Cityben (elővárosi területei nélkül) egy és egyharmad Balaton férne el; elővárosaival együtt azonban valamivel nagyobb helyet foglal el, mint a legnagyobb magyar vármegye, Bács-Kiskun.
- A londoni City, a történelmi városközpont Nagy-Londonban közel 550-szer férne el.
  - A budapesti Belváros ezzel szemben Budapest teljes területét kb. 450-szer töltené ki.
- Nagy-Londonba Budapest háromszor is beleférne; a legkisebb magyar vármegyében, Komárom-Esztergomban, másfélszer sem férne el.
- Luxemburg területe nem nagyobb, mint egy kisebb magyarországi vármegye.
- Párizs területe elővárosaival együtt másfélszerese Bács-Kiskun vármegyének; egész Magyarországon 13-szor se férne el.
- Németország területe Magyarországénak közel 4-szerese, Svédországé közel 5-szöröse, Spanyolországé kb. 5,5-szerese, Franciaországé pedig közel 6-szorosa.
- A legnagyobb olyan ország, amely teljes egészében (vagy akár csak területe nagyobb részével) Európában fekszik, Ukrajna. Magyarország 6,5-szer beleférne.
- Törökország majdnem harmadával nagyobb Ukrajnánál; nagyobb, mint Németország területének kétszerese; az Európai Unió összterületének ötöde.
- Az Európai Unió összterülete 43 Magyarországnyi.
- Oroszország európai része lényegében akkora, mint az Európai Unió egész területe.
- A Római Birodalom legnagyobb kiterjedése az Európai Unió összterületének 2 és 1/4-szerese volt, nem sokkal kisebb, mint Kínáé.
- A Brit Birodalom legnagyobb kiterjedése 4-szerese volt a Római Birodaloménak; több mint 2-szer akkora, mint a mai Oroszország; nagyobb, mint Afrika.
- Ausztrália területe szűk háromnegyede Európáénak.
- Kilenc Oroszország már valamivel meghaladná a Föld szárazföldi összterületét; Kanadából 15 kéne, hogy lefedje; az Egyesült Államokból vagy Kínából 15,5.
- Amerika, a 2. legnagyobb kontinens területe nem is egészen férne rá a Holdra. Más szóval: Ha a Hold felületét ki lehetne teríteni Amerikára, a földrész egytizede szabadon maradna.
- A legnagyobb kontinensből, Ázsiából is közel másfélre lenne szükség, hogy befedjük vele a legkisebb óceánt, az Indiai-óceánt.
- A Föld egész felülete közel 1200-szor férne rá a Nap-felszínére.
- A kecskeméti Mercedes gyár területe 602 focipálya területének felel meg.